# كارلا بورتا موسى
كارلا بورتا موسى (بالإنجليزية: Carla Porta Musa)‏ (15 مارس 1902، كومو في إيطاليا - 10 أكتوبر 2012، كومو في إيطاليا)؛ كاتِبة وشاعرة إيطالية.